# Урумов, Тамерлан Михайлович
Тамерлан Михайлович Урумов (род. 22.9.1928, Сев.-Осетинская АССР — 2016) — горный инженер, кандидат технических наук (1968), лауреат Государственной премии СССР.

## Биография
Окончил Северо-Кавказский горно-металлургический институт.
Начальник участка, начальник шахты, главный инженер, директор рудника, заместитель директора Джезказганского горно-металлургического комбината (1951-1977). Директор Джезказганского научно-исследовательского проектного института цветных металлов (1977-1981), главный инженер, директор Джезказганского горно-металлургического комбината (1981-1987), генеральный директор научно-производственного объединения «Джезказганцветмет» (1987-1993), директор АО «Казахмыс» и государственной холдинговой компании «Джезказганцветметаллургия» (1993-1995), генеральный директор республиканского государственного предприятия «Жезказганредмед» (1995-1996).
Защитил кандидатскую диссертацию на тему «Исследование эффективности новой технологии подземной добычи руды с применением самоходного оборудования».

## Награды
Лауреат Государственной премии СССР. Депутат Верховного Совета Казахской ССР 10 −11 созыва. Награждён орденами Октябрьской революции, 2 орденами Трудового Красного Знамени, «Знак Почёта», а также медалями.